# Cadaba longifolia
Cadaba longifolia är en kaprisväxtart som beskrevs av Dc. Cadaba longifolia ingår i släktet Cadaba och familjen kaprisväxter. Inga underarter finns listade i Catalogue of Life.